# فرودگاه پرینسیپه
 فرودگاه پرینسیپه (به پرتغالی: Príncipe) یک فرودگاه همگانی با کد یاتا PCP است که یک باند فرود آسفالت دارد و طول باند آن ۱۳۲۰ متر است. این فرودگاه در کشور سائوتومه و پرنسیپ قرار دارد و در ارتفاع ۱۸۰ متری از سطح دریا واقع شده است.